# Copa del Rei de futbol 1928
La Copa del Rei de futbol 1928 va ser la 26ena edició de la Copa d'Espanya.

## Detalls

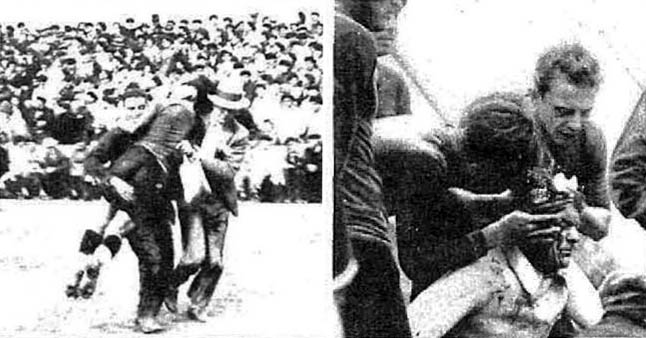
Samitier i Platko lesionats a la final.

La competició es disputà entre el 31 de gener i el 19 de juny de 1928.
Equips participants:
- Aragó: Iberia SC, Patria Aragón
- Astúries: Reial Oviedo, Racing de Sama
- Illes Balears: US Maó
- Cantàbria: Racing de Santander, Gimnástica de Torrelavega
- Castella i Lleó: Cultural y Deportiva Leonesa, Real Unión Deportiva
- Catalunya: FC Barcelona, CE Europa
- Extremadura: Patria FC
- Galícia: Celta de Vigo, Deportivo de La Coruña
- Guipúscoa: Real Unión, Reial Societat
- Múrcia: Reial Múrcia, Cartagena FC
- Regió Centre: Reial Madrid, Athletic Madrid
- Regió Sud: Sevilla FC, Reial Betis
- País Valencià: València CF, Llevant FC
- Biscaia: Athletic Club, CD Alavés

## Ronda prèvia
| Equip 1      | Global | Equip 2   | Anada | Tornada |
| ------------ | ------ | --------- | ----- | ------- |
| Reial Madrid | 10-1   | Patria FC | 7-0   | 3-1     |
| US Maó       | 3-13   | CE Europa | 1-5   | 2-8     |

## Fase de grups

### Grup I
| Equip                  | PJ | G | E | P | GF | GC | Pts |
| ---------------------- | -- | - | - | - | -- | -- | --- |
| Celta de Vigo          | 10 | 7 | 1 | 2 | 55 | 17 | 15  |
| Reial Oviedo           | 10 | 7 | 1 | 2 | 39 | 19 | 15  |
| Deportivo de La Coruña | 10 | 6 | 1 | 3 | 32 | 14 | 13  |
| Cultural Leonesa       | 10 | 4 | 1 | 5 | 23 | 33 | 9   |
| Racing de Sama         | 10 | 2 | 0 | 8 | 13 | 43 | 4   |
| Real Unión Deportiva   | 10 | 2 | 0 | 8 | 15 | 51 | 4   |

| Equip 1                | Global | Equip 2                | Anada | Tornada |
| ---------------------- | ------ | ---------------------- | ----- | ------- |
| Deportivo de La Coruña |        | Real Oviedo            | 2-0   | 0-4     |
| Cultural Leonesa       |        | Celta de Vigo          | 3-2   | 0-8     |
| Racing Club de Sama    |        | R. Unión Deportiva     | 5-4   | 1-4     |
| Real Oviedo            |        | Celta de Vigo          | 4-2   | 2-7     |
| Deportivo de La Coruña |        | R. Unión Deportiva     | 6-0   | 4-1     |
| Cultural Leonesa       |        | Racing Club de Sama    | 2-1   | 1-3     |
| Celta de Vigo          |        | Deportivo de La Coruña | 2-1   | 3-3     |
| Real Oviedo            |        | Racing Club de Sama    | 7-0   | 5-1     |
| R. Unión Deportiva     |        | Cultural Leonesa       | 2-1   | 1-6     |
| Cultural Leonesa       |        | Real Oviedo            | 3-3   | 3-5     |
| Racing Club de Sama    |        | Deportivo de La Coruña | 0-4   | 0-4     |
| Celta de Vigo          |        | R. Unión Deportiva     | 11-1  | 8-1     |
| Racing Club de Sama    |        | Celta de Vigo          | 1-5   | 1-7     |
| Deportivo de La Coruña |        | Cultural Leonesa       | 6-1   | 2-3     |
| R. Unión Deportiva     |        | Real Oviedo            | 1-3   | 0-6     |

### Grup II
| Equip                     | PJ | G | E | P | GF | GC | Pts |
| ------------------------- | -- | - | - | - | -- | -- | --- |
| CD Alavés                 | 10 | 5 | 4 | 1 | 17 | 9  | 14  |
| Reial Madrid              | 10 | 6 | 2 | 2 | 23 | 17 | 14  |
| Racing de Santander       | 10 | 6 | 1 | 3 | 34 | 13 | 13  |
| Athletic Club             | 10 | 6 | 1 | 3 | 26 | 13 | 13  |
| Gimnástica de Torrelavega | 10 | 1 | 2 | 7 | 8  | 38 | 4   |
| Athletic de Madrid        | 10 | 1 | 0 | 9 | 12 | 30 | 2   |

| Equip 1                 | Global | Equip 2                 | Anada | Tornada |
| ----------------------- | ------ | ----------------------- | ----- | ------- |
| Reial Madrid            |        | R. S. G. de Torrelavega | 6-1   | 2-2     |
| Athletic Club de Bilbao |        | Athletic de Madrid      | 3-1   | 4-2     |
| Racing de Santander     |        | Deportivo Alavés        | 2-2   | 1-2     |
| Athletic de Madrid      |        | Deportivo Alavés        | 1-3   | 1-2     |
| Racing de Santander     |        | Reial Madrid            | 4-0   | 2-3     |
| Athletic Club de Bilbao |        | R. S. G. de Torrelavega | 8-0   | 3-1     |
| Athletic de Madrid      |        | Reial Madrid            | 0-1   | 0-3     |
| Deportivo Alavés        |        | Athletic Club de Bilbao | 2-0   | 0-0     |
| R. S. G. de Torrelavega |        | Racing de Santander     | 0-5   | 0-7     |
| Reial Madrid            |        | Athletic Club de Bilbao | 3-2   | 1-3     |
| Racing de Santander     |        | Athletic de Madrid      | 6-2   | 4-1     |
| Deportivo Alavés        |        | R. S. G. de Torrelavega | 3-0   | 0-0     |
| R. S. G. de Torrelavega |        | Athletic de Madrid      | 2-1   | 2-3     |
| Athletic Club de Bilbao |        | Racing de Santander     | 3-1   | 0-2     |
| Reial Madrid            |        | Deportivo Alavés        | 3-3   | 1-0     |

### Grup III
| Equip          | PJ | G | E | P  | GF | GC | Pts |
| -------------- | -- | - | - | -- | -- | -- | --- |
| FC Barcelona   | 10 | 7 | 2 | 1  | 35 | 18 | 16  |
| Reial Societat | 10 | 8 | 0 | 2  | 31 | 17 | 16  |
| Real Unión     | 10 | 7 | 1 | 2  | 36 | 17 | 15  |
| CE Europa      | 10 | 3 | 1 | 6  | 22 | 21 | 7   |
| Iberia SC      | 10 | 3 | 0 | 7  | 16 | 28 | 6   |
| Patria Aragón  | 10 | 0 | 0 | 10 | 7  | 46 | 0   |

| Equip 1         | Global | Equip 2         | Anada | Tornada |
| --------------- | ------ | --------------- | ----- | ------- |
| F. C. Barcelona |        | Iberia S. C.    | 4-1   | 1-0     |
| Real Unión Irún |        | C. E. Europa    | 2-1   | 3-0     |
| Patria Aragón   |        | Real Sociedad   | 0-3   | 1-4     |
| F. C. Barcelona |        | Real Sociedad   | 4-1   | 4-5     |
| Real Unión Irún |        | Patria Aragón   | 8-0   | 7-0     |
| Iberia S. C.    |        | C. E. Europa    | 2-1   | 0-7     |
| Iberia S. C.    |        | Patria Aragón   | 4-1   | 3-0     |
| C. E. Europa    |        | F. C. Barcelona | 2-3   | 2-2     |
| Real Sociedad   |        | Real Unión Irún | 4-1   | 1-3     |
| Patria Aragón   |        | F. C. Barcelona | 1-3   | 0-7     |
| Real Unión Irún |        | Iberia S. C.    | 2-1   | 4-3     |
| C. E. Europa    |        | Real Sociedad   | 0-1   | 2-4     |
| Real Sociedad   |        | Iberia S. C.    | 5-1   | 3-1     |
| F. C. Barcelona |        | Real Unión Irún | 4-4   | 3-2     |
| Patria Aragón   |        | C. E. Europa    | 2-3   | 2-4     |

### Grup IV
| Equip        | PJ | G | E | P | GF | GC | Pts |
| ------------ | -- | - | - | - | -- | -- | --- |
| Reial Múrcia | 10 | 7 | 1 | 2 | 23 | 14 | 15  |
| València FC  | 10 | 5 | 2 | 3 | 21 | 20 | 12  |
| Cartagena FC | 10 | 4 | 2 | 4 | 18 | 17 | 10  |
| Sevilla FC   | 10 | 3 | 3 | 4 | 16 | 14 | 9   |
| Reial Betis  | 10 | 3 | 3 | 4 | 20 | 20 | 9   |
| Llevant FC   | 10 | 2 | 1 | 7 | 13 | 26 | 5   |

| Equip 1         | Global | Equip 2         | Anada | Tornada |
| --------------- | ------ | --------------- | ----- | ------- |
| Real Betis      |        | Llevant F. C.   | 4-2   | 1-0     |
| València F. C.  |        | Cartagena F. C. | 4-0   | 0-4     |
| Real Murcia     |        | Sevilla F. C.   | 1-2   | 2-1     |
| Llevant F. C.   |        | Sevilla F. C.   | 2-0   | 1-0     |
| Real Murcia     |        | València F. C.  | 1-0   | 1-3     |
| Real Betis      |        | Cartagena F. C. | 3-0   | 2-4     |
| Sevilla F. C.   |        | Real Betis      | 3-3   | 1-1     |
| Cartagena F. C. |        | Real Murcia     | 2-2   | 1-2     |
| Llevant F. C.   |        | València F. C.  | 1-3   | 2-4     |
| Real Murcia     |        | Llevant F. C.   | 5-1   | 3-1     |
| Sevilla F. C.   |        | Cartagena F. C. | 1-0   | 0-1     |
| València F. C.  |        | Real Betis      | 3-3   | 1-0     |
| Real Betis      |        | Real Murcia     | 1-3   | 2-3     |
| Cartagena F. C. |        | Llevant F. C.   | 4-1   | 2-2     |
| València F. C.  |        | Sevilla F. C.   | 1-1   | 2-7     |

## Fase final
|  | Quarts de final 15 i 29 d'abril | Quarts de final 15 i 29 d'abril | Quarts de final 15 i 29 d'abril | Quarts de final 15 i 29 d'abril | Quarts de final 15 i 29 d'abril |   |                | Semifinals 6 o 13 de maig | Semifinals 6 o 13 de maig | Semifinals 6 o 13 de maig | Semifinals 6 o 13 de maig | Semifinals 6 o 13 de maig |  |              | Final 20 de maig, El Sardinero, Santander | Final 20 de maig, El Sardinero, Santander | Final 20 de maig, El Sardinero, Santander | Final 20 de maig, El Sardinero, Santander | Final 20 de maig, El Sardinero, Santander |  |
|  |                                 |                                 |                                 |                                 |                                 |   |                |                           |                           |                           |                           |                           |  |              |                                           |                                           |                                           |                                           |                                           |  |
|  | 1                               | FC Barcelona                    | 7                               | 2                               |                                 |   |                |                           |                           |                           |                           |                           |  |              |                                           |                                           |                                           |                                           |                                           |  |
|  | 8                               | Reial Oviedo                    | 3                               | 2                               |                                 |   |                |                           |                           |                           |                           |                           |  |              |                                           |                                           |                                           |                                           |                                           |  |
|  | 8                               | Reial Oviedo                    | 3                               | 2                               |                                 |   | FC Barcelona   | 3                         | 5                         |                           |                           |                           |  |              |                                           |                                           |                                           |                                           |                                           |  |
|  |                                 |                                 |                                 |                                 |                                 |   | FC Barcelona   | 3                         | 5                         |                           |                           |                           |  |              |                                           |                                           |                                           |                                           |                                           |  |
|  |                                 |                                 | Deportivo Alaves                | 0                               | 0                               |   |                |                           |                           |                           |                           |                           |  |              |                                           |                                           |                                           |                                           |                                           |  |
|  | 4                               | Reial Múrcia                    | Deportivo Alaves                | 0                               | 0                               | 1 | 1              |                           |                           |                           |                           |                           |  |              |                                           |                                           |                                           |                                           |                                           |  |
|  | 4                               | Reial Múrcia                    |                                 |                                 |                                 | 1 | 1              |                           |                           |                           |                           |                           |  |              |                                           |                                           |                                           |                                           |                                           |  |
|  | 5                               | Deportivo Alavés                | 2                               | 3                               |                                 |   |                |                           |                           |                           |                           |                           |  |              |                                           |                                           |                                           |                                           |                                           |  |
|  | 5                               | Deportivo Alavés                | 2                               | 3                               |                                 |   |                |                           |                           |                           |                           |                           |  | FC Barcelona | 1                                         | 1                                         | 3                                         |                                           |                                           |  |
|  |                                 |                                 |                                 |                                 |                                 |   |                |                           |                           |                           |                           |                           |  | FC Barcelona | 1                                         | 1                                         | 3                                         |                                           |                                           |  |
|  |                                 |                                 | Reial Societat                  | 1                               | 1                               | 1 |                |                           |                           |                           |                           |                           |  |              |                                           |                                           |                                           |                                           |                                           |  |
|  | 3                               | Celta de Vigo                   | Reial Societat                  | 1                               | 1                               | 1 | 2              | 0                         |                           |                           |                           |                           |  |              |                                           |                                           |                                           |                                           |                                           |  |
|  | 3                               | Celta de Vigo                   |                                 |                                 |                                 |   | 2              | 0                         |                           |                           |                           |                           |  |              |                                           |                                           |                                           |                                           |                                           |  |
|  | 6                               | Reial Societat                  | 1                               | 3                               |                                 |   |                |                           |                           |                           |                           |                           |  |              |                                           |                                           |                                           |                                           |                                           |  |
|  | 6                               | Reial Societat                  | 1                               | 3                               |                                 |   | Reial Societat | 7                         | 2                         |                           |                           |                           |  |              |                                           |                                           |                                           |                                           |                                           |  |
|  |                                 |                                 |                                 |                                 |                                 |   | Reial Societat | 7                         | 2                         |                           |                           |                           |  |              |                                           |                                           |                                           |                                           |                                           |  |
|  |                                 |                                 | València FC                     | 0                               | 3                               |   |                |                           |                           |                           |                           |                           |  |              |                                           |                                           |                                           |                                           |                                           |  |
|  | 2                               | Reial Madrid FC                 | València FC                     | 0                               | 3                               | 2 | 1              |                           |                           |                           |                           |                           |  |              |                                           |                                           |                                           |                                           |                                           |  |
|  | 2                               | Reial Madrid FC                 |                                 |                                 |                                 | 2 | 1              |                           |                           |                           |                           |                           |  |              |                                           |                                           |                                           |                                           |                                           |  |
|  | 7                               | València FC                     | 2                               | 2                               |                                 |   |                |                           |                           |                           |                           |                           |  |              |                                           |                                           |                                           |                                           |                                           |  |

## Quarts de final
| Equip 1          | Global | Equip 2        | Anada | Tornada |
| ---------------- | ------ | -------------- | ----- | ------- |
| FC Barcelona     | 9-5    | Reial Oviedo   | 7-3   | 2-2     |
| Reial Múrcia     | 2-5    | CD Alavés      | 1-2   | 1-3     |
| RC Celta de Vigo | 2-4    | Reial Societat | 2-1   | 0-3     |
| Reial Madrid     | 3-4    | València FC    | 2-2   | 1-2     |

## Semifinals
| Equip 1        | Global | Equip 2     | Anada | Tornada |
| -------------- | ------ | ----------- | ----- | ------- |
| Reial Societat | 9-3    | València FC | 7-0   | 2-3     |
| FC Barcelona   | 8-0    | CD Alavés   | 3-0   | 5-0     |

## Final
| FC Barcelona       | 1-1 (pr.) | Reial Societat     |
| ------------------ | --------- | ------------------ |
| Josep Samitier 53' |           | Ángel Mariscal 83' |

Repetició
| FC Barcelona     | 1-1 (pr.) | Reial Societat |
| ---------------- | --------- | -------------- |
| Vicenç Piera 69' |           | Kiriki 32'     |

Segona repetició
| FC Barcelona                                            | 3-1 | Reial Societat            |
| ------------------------------------------------------- | --- | ------------------------- |
| Josep Samitier 8' · Ángel Arocha 21' · Josep Sastre 25' |     | Domingo Zaldúa 16' (pen.) |

## Campió
| Campions de la Copa d'Espanya 1928 |
| ---------------------------------- |
| · Futbol Club Barcelona · 8è títol |